# 펜티엄 M
펜티엄 M(Pentium M)은 두 개의 싱글 코어 32비트 x86 마이크로프로세서들 (인텔 P6 마이크로아키텍처 포함)을 일컫는 브랜드 이름으로 2003년 3월(펜티엄 4 데스크톱 CPU의 전성기이자 인텔 센트리노 플랫폼의 일부를 형성하고 있는 동안)에 소개되었다.
‘펜티엄 M’ 브랜드 프로세서는 최대 전력 소모가 3-25 와트였으며 노트북 컴퓨터에서 사용하기 위해 고안되었다. (그러므로 여기서 "M"은 휴대를 뜻하는 mobile을 말한다).

## 배니어스(Banias)
배니어스 프로세서는 첫 펜티엄 M 암호명이다. 이것은 초기 P6 마이크로아키텍처를 기반으로 설계되었다. 130nm 공정기술로 제조되었으며 900Mhz에서 1.7GHz 클럭 주파수로 발표되었다. 400MT/s FSB를 사용하며 1MB L2 캐시를 제공한다. 코어의 열설계 전력(TDP)는 24.5와트이다.
배니어스의 CPUID는 0x69X이다.

## 도선(Dothan)
도선 프로세서는 원 펜티엄 M과 설계는 동일하지만 90nm 공정기술로 생산되었다. L2 캐시 크기는 두배 증가하여 2MB이다. 다이 크기는 84 mm 이고 트랜지스터 개수는 대략 1억 4천개이다. 열 설계 전력은 24.5와트에서 21와트로 줄어들었으며 클럭 속도는 조금 증가했다.

## 같이 보기
- 인텔 P6
- 센트리노
- 센트리노2